# Kurixalus
A Kurixalus a kétéltűek (Amphibia) osztályába, a békák (Anura) rendjébe és az evezőbékafélék (Rhacophoridae) családjába tartozó nem. A Rhacophoridae család taxonómiai besorolása meglehetősen bonyolult, és számos felülvizsgálaton esett át, de a molekuláris genetikai vizsgálatok alátámasztják a Kurixalus nem monofiletikus csoportba tartozását. A nembe tartozó fajok India himalájai területeitől Kambodzsáig, Vietnámig, Kína déli területeiig, továbbá Tajvanon és a Rjúkjú-szigeteken honosak.

## Előfordulásuk

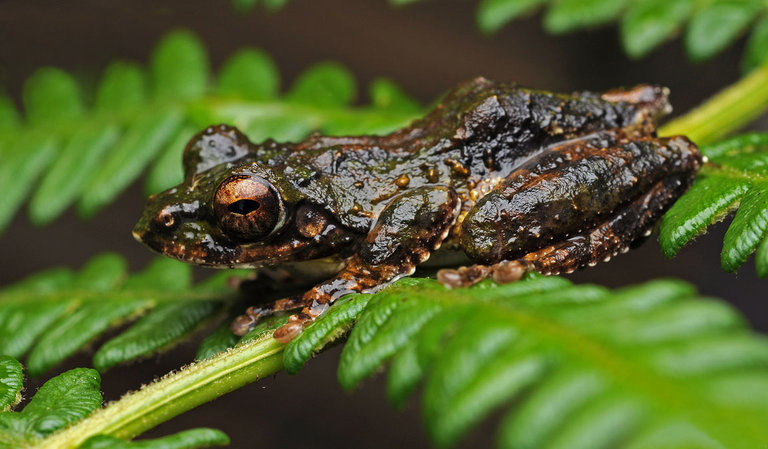
Kurixalus naso

A nembe tartozó fajok Vietnámban, Laoszban, Thaiföldön valamint Kína Jünnan és Kuanghszi-Csuang Autonóm Területén honosak. 

## Rendszerezés
A nembe az alábbi fajok tartoznak:
- Kurixalus absconditus Mediyansyah, Hamidy, Munir, and Matsui, 2019
- Kurixalus appendiculatus (Günther, 1858)
- Kurixalus baliogaster (Inger, Orlov & Darevsky, 1999)
- Kurixalus banaensis (Bourret, 1939)
- Kurixalus berylliniris Wu, Huang, Tsai, Li, Jhang & Wu, 2016
- Kurixalus bisacculus (Taylor, 1962)
- Kurixalus chaseni (Smith, 1924)
- Kurixalus eiffingeri (Boettger, 1895)
- Kurixalus gracilloides Nguyen, Duong, Luu, and Poyarkov, 2020
- Kurixalus hainanus (Zhao, Wang, and Shi, 2005)
- Kurixalus idiootocus (Kuramoto & Wang, 1987)
- Kurixalus lenquanensis Yu, Wang, Hou, Rao, and Yang, 2017
- Kurixalus motokawai Nguyen, Matsui & Eto, 2014
- Kurixalus naso (Annandale, 1912)
- Kurixalus odontotarsus (Ye & Fei, 1993)
- Kurixalus verrucosus (Boulenger, 1893)
- Kurixalus viridescens Nguyen, Matsui & Duc, 2014
- Kurixalus wangi Wu, Huang, Tsai, Li, Jhang & Wu, 2016
- Kurixalus yangi Yu, Hui, Rao, and Yang, 2018